# John Fennell
Pour les articles homonymes, voir Fennell.
John Fennell (né le 28 mai 1995 à Evergreen, Colorado) est un lugeur américano-canadien ayant pris part à des compétitions dans les 2010.

## Biographie
Fennell participe aux Jeux olympiques de la jeunesse d'hiver de 2012 à Innsbruck en Autriche et termine 7e et ensuite 27e aux Jeux olympiques d'hiver de 2014 de Sotchi en Russie.
En mai 2014, plusieurs mois après Sotchi, il fait son coming out,.
En 2016, prenant avantage de sa double citoyenneté, il concourt pour une place dans l'équipe américaine. Cependant, durant les essais olympiques, il écrase son traineau et ne fait pas partie de l'équipe. 
Il est le fils de Dave Fennell, homme d'affaires et joueur de football canadien avec les Eskimos d'Edmonton,. Son frère, David Fennell Jr., joue au football américain avec les Spartans de l'université d'État du Michigan.